# Donji Krivodol
Donji Krivodol (izvirno srbsko Доњи Криводол, bolgarsko Долни Криводол) je naselje v Srbiji, ki upravno spada pod Občino Dimitrovgrad; slednja pa je del Pirotskega upravnega okraja.

## Demografija
V naselju živi 19 polnoletnih prebivalcev, pri čemer je njihova povprečna starost 63,3 let (57,1 pri moških in 68,9 pri ženskah). Naselje ima 11 gospodinjstev, pri čemer je povprečno število članov na gospodinjstvo 1,73.
To naselje je v glavnem bolgarsko (glede na popis iz leta 2002), a v času zadnjih treh popisov je opazno zmanjšanje števila prebivalcev.
|  |

| Demografija | Demografija     | Demografija     |
| Leto        | Št. prebivalcev | Št. prebivalcev |
| ----------- | --------------- | --------------- |
|             |                 |                 |
|             |                 |                 |
|             |                 |                 |
|             |                 |                 |
| 1948        | 216             |                 |
| 1953        | 205             |                 |
| 1961        | 156             |                 |
| 1971        | 119             |                 |
| 1981        | 51              |                 |
| 1991        | 31              | 31              |
| 2002        | 19              | 19              |
|             |                 |                 |

| Etnična sestava po popisu iz leta 2002 | Etnična sestava po popisu iz leta 2002 | Etnična sestava po popisu iz leta 2002 | Etnična sestava po popisu iz leta 2002 | Etnična sestava po popisu iz leta 2002 |
| -------------------------------------- | -------------------------------------- | -------------------------------------- | -------------------------------------- | -------------------------------------- |
| Bolgari                                | Bolgari                                |                                        | 14                                     | 73,68%                                 |
| Srbi                                   | Srbi                                   |                                        | 2                                      | 10,52%                                 |
| Muslimani                              | Muslimani                              |                                        | 1                                      | 5,26%                                  |
| Neznano                                | Neznano                                |                                        | 0                                      | 0,0%                                   |